# Santuario de Apolo Maleatas
El Santuario de Apolo Maleatas era un antiguo santuario dedicado a Apolo Maleatas en Argólida, Grecia. Estaba situado cerca del Santuario de Asclepio en Epidauro.

## Historia

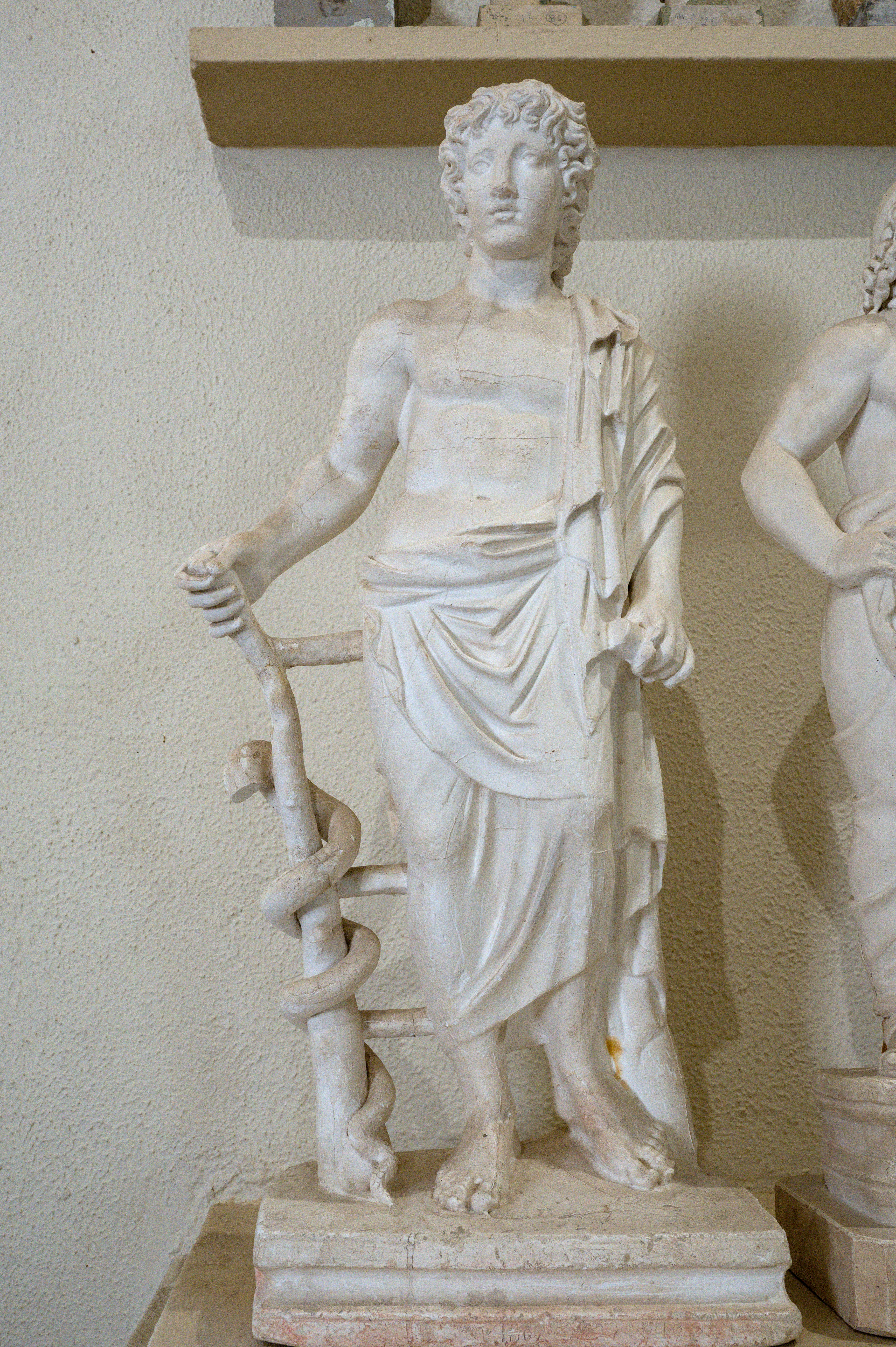
Copia de una escultura de un joven Asclepio hallada en el santuario de Apolo Maleatas, Museo Arqueológico de Epidauro. La escultura original se encuentra en el Museo Arqueológico Nacional de Atenas (NAMA 1809).

El emplazamiento del santuario de Apolo Maleatas ha sido habitado y utilizado como lugar de culto desde principios del período heládico, mucho antes que el más famoso Asclepieion. Se mantuvo en uso como lugar de culto hasta la período micénico y durante toda la Antigüedad. En el lugar se rendía culto originalmente a los héroes locales Maleata, que más tarde se asoció con el epíteto pangriego de Apolo Maleatas.
El templo de Apolo se construyó a finales del periodo clásico, hacia el 350 a. C., y la cercana estoa o sala con columnas helenística, hacia el 300-280 a. C.

## Descripción

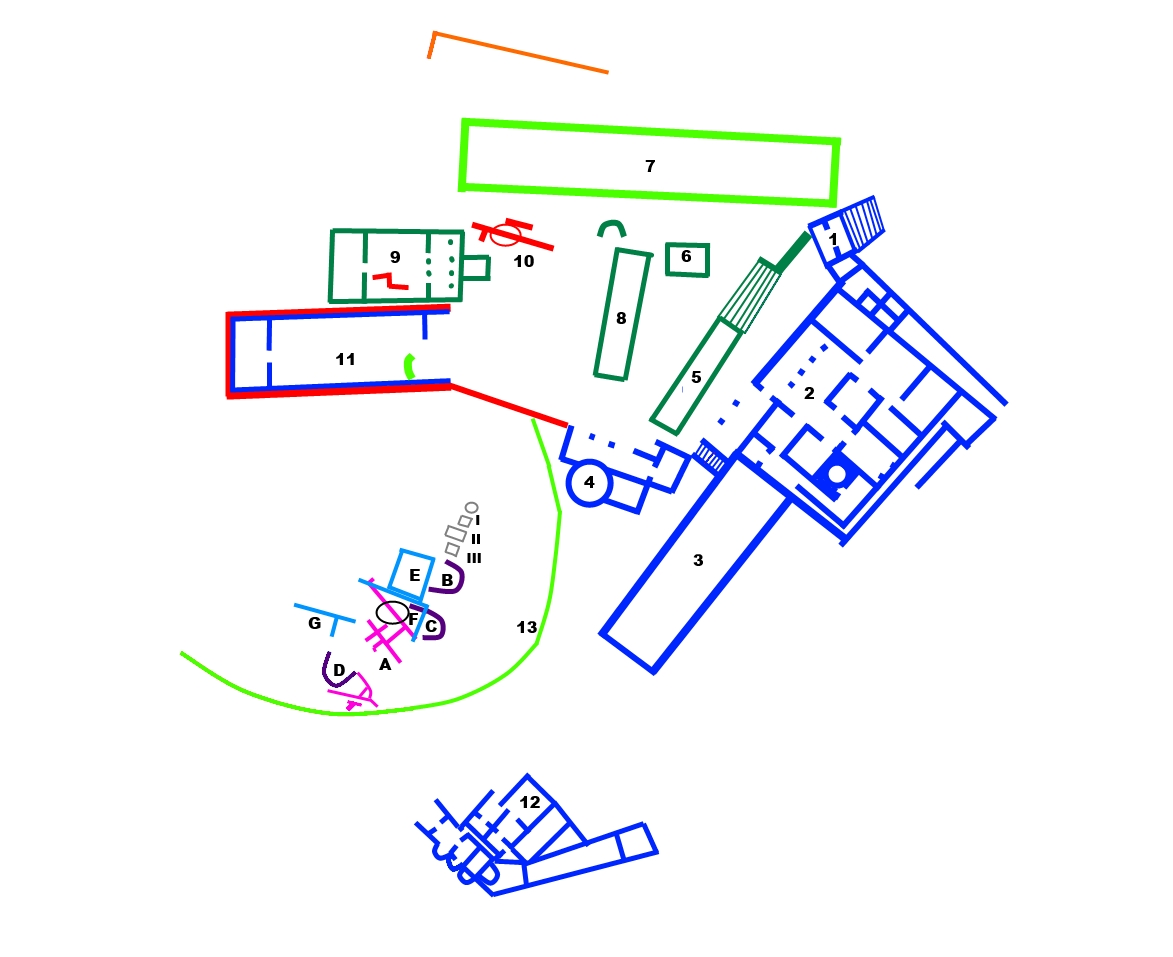
Planta del santuario de Apolo Maleata. Edificios principales. 2. Casa de los sacerdotes o skana. 3. Depósito de agua. 4. Ninfeo. 5. Témenos de las Musas. 6. Naiskos de Asclepio. 7. Estoa. 8. Altar. 9. Templo de Apolo. 11. Témenos en forma de naos. 12. Termas romanas.

El santuario de Apolo Maleatas estaba situado en la ladera del monte Cinortio, a un kilómetro al este de Asclepeion. Los principales edificios de la zona del santuario eran el templo de Apolo y la estoa en su lado noreste. El templo medía unos 16 m de largo y unos nueve de ancho. Constaba de una cella abierta al este y un pronaos con dos columnas (dístilo in antis) delante. En el extremo occidental de la cella había un ádyton. Una rampa conducía al pronaos. El altar del templo se situaba tradicionalmente en su lado oriental. La estoa medía unos 44,5 m de largo y 10,2 m de ancho. Constaba de una única pared y era de estilo dórico.
En la zona del santuario había también una casa sacerdotal o "skana", compuesta por varias habitaciones y situada en el lado sureste de la estoa; El naiskos o pequeño templo de Asclepio; un gran depósito de agua rectangular del período romano; y un ninfeo, una construcción para excavar manantiales con un nicho casi circular en la parte trasera para la fuente de agua propiamente dicha. Un poco al sur del santuario había unas termas romanas.